# Taifa de Carmona

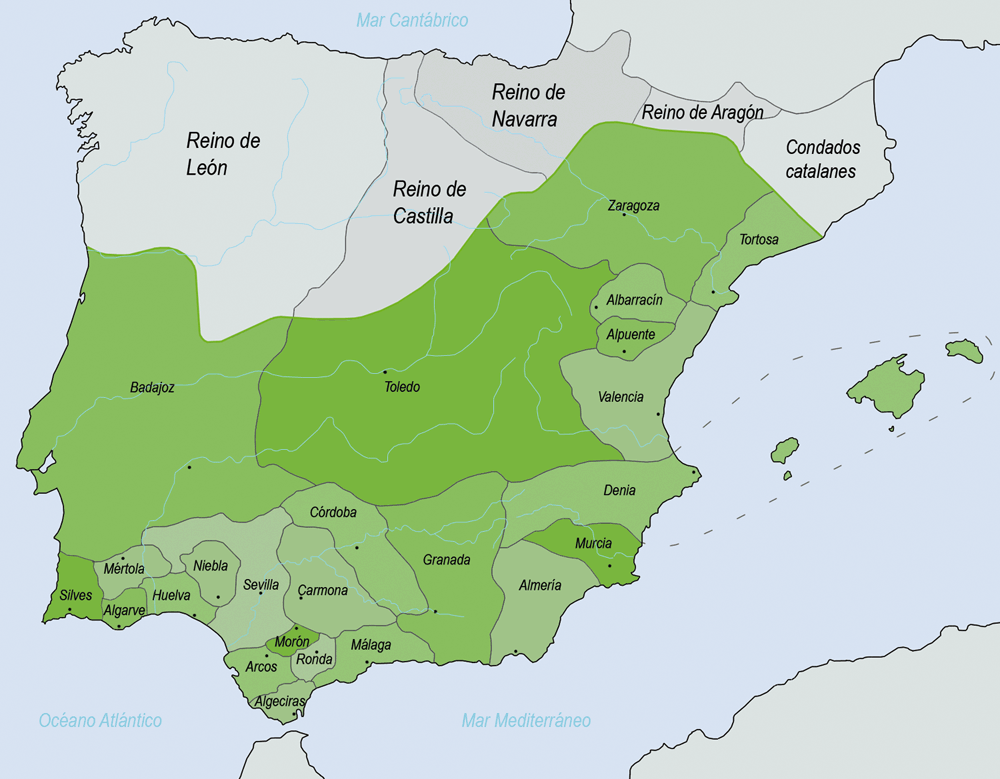
Os reinos de taifas em 1031

A taifa de Carmona foi um pequeno reino muçulmano que surgiu em 1013 no Alandalus com desintegração que, desde 1008, vinha sofrendo o Califado de Córdova. Finalmente a taifa de Carmona desapareceu em 1067 quando foi anexada pela Taifa de Sevilha.
A família berbere dos Banu Birzal, pertencente à dinastia dos zenetas, encabeçada por Abedalá ibne Ixaque fica com o poder das coras de Carmona e Écija e, após expulsar os governadores omíadas que as regiam, proclama a sua independência e cria o reino taifa de Carmona em 1013, com capital na atual cidade de Carmona.
Desde a sua independência política, a taifa de Carmona viveu sempre sob a sombra e ameaça da taifa de Sevilha, provocando quer períodos de confronto quer de coligação e ajuda. Assim em 1027, apoiando os hamúdidas, Maomé ibne Abedalá atacou o rei sevilhano Abu Alcacim e apenas três anos mais tarde, em 1030, passaria a apoiá-lo no seu confronto com a taifa de Badajoz.
Os câmbios de postura frente à taifa de Sevilha voltam a ocorrer sob o reinado de Maomé pois em 1035 ao ser este expulso pelo rei hamúdida de Taifa de Málaga, conseguiria recuperar o trono graças à ajuda de Abu Alcacim ao qual derrotará em 1039 com a colaboração de Granada e Almeria.
Sob o reinado de Ixaque ibne Maomé continuaram os confrontos com Sevilha, que já se encontrava governada por Almutadide, ao acudir o rei de Carmona em ajuda da taifa de Badajoz. Sob o reinado de Abdalazize ibne Ixaque, em 1067, a taifa de Carmona foi anexada pela taifa de Sevilha, embora Al-Aziz tentasse chegar a um acordo com o rei da taifa de Toledo, Almamune, oferecendo-a em troca do governo de um castelo nos territórios toledanos.